# Охтирка (станція)
Охти́рка — вантажно-пасажирська залізнична станція 5-го класу Сумської дирекції Південної залізниці, кінцева на одноколійній неелектрифікованій лінії Кириківка — Охтирка. Розташована в місті Охтирка Охтирського району Сумської області.

## Історія
Станція відкрита 1895 року. Регулярний рух потягів  на дільниці Кириківка — Охтирка розпочався 18 лютого 1895 року.
3 березня 2022 року під час повномасштабного вторгнення російської армії будівля станції була повністю зруйнована.

## Пасажирське сполучення
Приміське пасажирське сполучення здійснюється до станцій Тростянець-Смородине, Боромля, Кириківка, Суми.
Пасажирські потяги далекого сполучення по станції Охтирка відсутні.